# Alarich I.

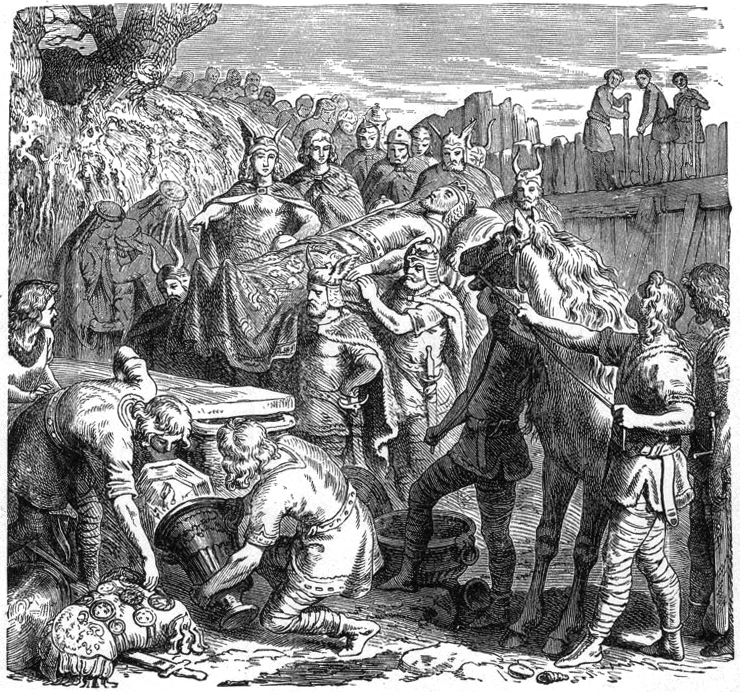
Alarichův pohřeb v korytě řeky Busento (H. Leutemann, 1895)

Alarich I. (cca 370? – 410 Cosenza) byl v letech 395–410 vizigótským králem germánského etnika sídlícího původně v severním Černomoří. Do historie se zapsal svým dobytím Říma v roce 410.

## Život
Alarich se pravděpodobně narodil okolo roku 370 na území dnešního Bulharska na ostrově zvaném Peuce u ústí Dunaje, kam se dočasně kmen Vizigótů přesunul na ústupu před Huny. Údajně pocházel z rodu Balthů. V roce 394 je Alarich v písemných pramenech zmiňován jako vůdce federátů (germánských nepravidelných jednotek sloužících v římské armádě, ale organizovaných dle vlastních kmenových struktur), kteří se pod vedením císaře Theodosia I. zúčastnili tažení proti uzurpátoru Eugeniovi.
Pro Římskou říši bylo obtížné zaplatit velké množství vojáků římského původu nutných k obraně obrovské říše, a tak se služba barbarských bojovníků v římské armádě v průběhu 3. století stávala čím dál častější. Pro říši bylo jednodušší usadit v pohraničních oblastech některý barbarský kmen Germánů a pověřit jeho bojovníky vojenskými úkoly obranného typu, resp. část z nich přímo zařadit do armády. Dalším možným důvodem mohl být strach ze schopných římských velitelů, kteří se mohli prohlásit vzdorocísaři. U vojevůdců barbarského původu se toto nebezpečí nepovažovalo za akutní. Spíše se ukazovalo, že i když germánští vojevůdci dosáhli velké moci, nesnažili se získat titul císaře, ale ovládat zákulisí politického děje. Tato situace nastala i po roce 395, kdy zemřel císař Theodosius I. a zanechal říši rozdělenou mezi své dva nedospělé syny Arcadia a Honoria. Arcadius vládl ve východní části impéria a v roce 395 teprve desetiletý Honorius v části západní, a tak západní část říše za nezletilého císaře spíše ovládal Stilicho z kmene Vandalů, dle titulu nejvyšší velitel polních vojsk a také velmi schopný politik. Ve východní polovině se nejmocnějším mužem stal Rufinus, Stilichonův nepřítel.
S nástupem nových panovníků pravděpodobně Alarich očekával získání významnějšího postu v římské armádě. Nestalo se tak a jak v 6. století napsal gótský autor Jordanes, nechal se proto zvolit svými nespokojenými soukmenovci vizigótským králem. Zároveň Římané nedokázali několik let po sobě zaplatit tribut, kterým si vykupovali mír ze strany Vizigótů, což vedlo nejspíš v letech 395–396 k útoku na východořímskou říši. Alarich se dostal až ke Konstantinopoli, ale neměl dost sil město oblehnout. Proto pokračoval směrem na jih skrze Thesálii, přes Thermopylský průsmyk do vnitřního Řecka, kde vyplenil Attiku a dobyl města Korint, Argos a Spartu. V té době se mu do cesty postavil Stilicho, který dokázal vizigótskou armádu izolovat na hranicích Elidy a Arkádie. Alarichovi se nakonec s velkými těžkostmi podařilo z obklíčení dostat a přes Korintskou šíji ustoupit směrem k severu.
Přes zdánlivý neúspěch kampaně se Římané snažili udržet si Alaricha pod kontrolou, a proto Vizigóty usídlili v Moesii, uzavřeli s nimi několik smluv a vizigótské jednotky nadále sloužily v římské armádě. Sám Alarich dosáhl vysoké hodnosti magister militum v Ilyriku (souhrnné označení pro provincii Dalmácie, Moesie, Panonie a Dácie). Vizigótské území se ocitlo na hranicích mezi oběma říšemi a Alarich toho využíval, přísahaje střídavě věrnost jedněm i druhým. Zároveň ovšem připravoval nové tažení.
Počátkem 5. století se Alarich se svým vojskem za pomoci dalšího gótského velitele Radagaise přesunul do severní Itálie, kde jej lákala bohatá města. Využili k tomu okamžiku, kdy Stilicho byl mimo poloostrov. Císař Honorius proto přesídlil raději z Mediolana (dnes Milán), který se stal císařskou rezidencí místo Říma, do Ravenny. Vizigóti sice oblehli Řím, ale za vysoké výkupné od obléhání upustili.
Roku 402 se proti plenícímu Alarichovu vojsku postavil Stilicho u Pollentie (dnešní Piemont) a 6. dubna ho tvrdě porazil. Jako rukojmí byla v bitvě vzata dokonce i Alarichova manželka, což by mohlo znamenat, že tažení se účastnily i ženy a děti, a jednalo se tedy o pokus nalézt pro Vizigóty nová sídla. V roce 403 byl Alarich poražen znovu u Verony a donucen opustit Itálii. Vizigóti se poté vrátili na Balkán, přičemž Alarich slíbil, že zaútočí společně se západořímskými legiemi proti východořímské říši. Přestože první Alarichova výprava do Itálie byla neúspěšná, měla dalekosáhlé důsledky. Kromě trvalého přesídlení císařského dvora z Mediolana do bezpečnější Ravenny byla z provincie Británie stažena XX. legie Valeria Victrix (v podstatě to znamenalo konec římské vlády na britských ostrovech). Oslabení Římanů usnadnilo velké tažení Vandalů, Svébů a Alanů v roce 406, které ve svém výsledku znamenalo ztrátu Galie a Hispánie.
V roce 408 podlehl císař Honorius tlakům Stilichonových nepřátel a nechal zabít úspěšného vojevůdce i jeho nejbližší spolupracovníky. Tento převrat uvolnil dlouho potlačované obecné nepřátelství vůči všemu barbarskému v Itálii, které se projevilo masovým vybíjením germánských obyvatel, včetně žen a dětí. Vizigótští uprchlíci se v počtu až 30 tisíc lidí shromáždili okolo Alaricha a žádali odvetné tažení. V září 408 Alarich překročil Alpy a znovu oblehl Řím. Situace byla pro Římany mnohem vážnější než při předešlém Alarichově tažení, protože na své straně neměli schopného vojevůdce, který by se vyrovnal zavražděnému Stilichonovi. Město bylo postupně vyhladověno a po jednáních s Alarichem bylo ochotno zaplatit vysoké výkupné. Tím skončilo první obléhání Říma.
V roce 409 zahájili Vizigóti další obléhání Říma, poté, co Honorius nebyl schopen dovést do konce jednání ohledně Alarichových požadavků týkajících se území v Moesii (od Dunaje až k Benátskému zálivu) a titulu hlavního velitele polních vojsk. Po jednáních se senátem byl zvolen vzdorocísař Priscus Attalus, který Alarichovi titul magister utriusque militiae praesentales udělil. Priscus Attalus se však ukázal úplně neschopným, a proto se Alarich znovu pokusil obnovit jednání s Honoriem. Jednání opět nevedla k žádnému výsledku, proto Alarich oblehl Řím počtvrté, tentokrát úspěšně. Během několika dnů byl Řím 24. srpna 410 (snad i zradou) dobyt. Nastalo všeobecné plenění, ze kterého byly vyjmuty pouze kostely (a tedy i obyvatelstvo, které se uchýlilo do jejich ochrany), které Alarich, sám arián, nařídil ušetřit.
Z Říma táhl Alarich na jih s úmyslem získat provincii Africa (na území dnešního Tunisu), kterou dosud držel Honorius a která byla pro zásobování Apeninského poloostrova životně důležitá. Jeho flota však byla rozehnána bouří a sám Alarich brzy nato zemřel v Cosenze. Jeho tělo bylo pohřbeno v korytě řeky Busento, jejíž tok byl po dobu pohřbu odkloněn. Tento technicky náročný způsob pohřbu měl pravděpodobně zabránit pozdějšímu vykradení hrobky. Z tohoto důvodu byli všichni otroci účastnící se stavby po jejím dokončení zabiti.